# 津田正夫
津田 正夫（つだ まさお、1897年（明治30年）12月3日 - 1988年（昭和63年）5月17日）は、日本の新聞記者、外交官、随筆家。

## 来歴・人物
東京府出身。1922年（大正11年）京都帝国大学経済学部卒業。
内務省に入省後、1923年（大正12年）に国際労働機関 (ILO) 在ジュネーヴ日本政府事務所に勤務し、後にILO職員となる。
1939年（昭和14年）5月にジュネーブより帰国。同年に同盟通信社に入社。1940年（昭和15年）にアルゼンチンのブエノスアイレス支局長となる。第二次世界大戦の最中、当時のアルゼンチンは中立国であり、津田は連合国で出版される新聞や雑誌等から得た情報を日本に送るなどしていた。
終戦後、1946年（昭和21年）に日本新聞協会の設立にかかわり、初代事務局長となる。
1958年（昭和33年）4月にアルゼンチン大使を拝命。1963年（昭和38年）2月まで務めた。これは当時外務大臣であった藤山愛一郎による民間からの大使起用の方針によるものであった。
1965年（昭和40年）に国家公安委員会委員に就任。1975年（昭和50年）まで2期10年務めた。
1969年（昭和44年）11月3日に勲一等瑞宝章を受章。1988年（1963年）叙従三位。
ファーブル、ウィリアム・ハドソンの研究家としても知られ、アルゼンチンや南米に関する著書がある。

## 著書
- 『アルゼンチンの思ひ出』苦楽社、1949年
- 『ウィーン物語』河出書房、1955年
- 『チロル案内』暮しの手帖社、1968年
- 『火の国・パタゴニア』中央公論社、1964年
- 『私のスペイン案内』主婦の友社、1977年
- 『私の南フランス案内』主婦の友社、1978年
- 『私のウィーン案内』主婦の友社、1981年
- 『ボカ共和国見聞記 知られざるアルゼンチン』中央公論社〈中公文庫〉、1984年 ISBN 9784122011793
- 『ファーブル巡礼』新潮社〈新潮選書〉、2007年 ISBN 9784106035838